# PowerBook 160
Le PowerBook 160 était le premier ordinateur portable d'Apple à pouvoir afficher sur un écran couleur externe.
Il fut lancé avec les PowerBook 145 et PowerBook 180 en octobre 1992. Il coûtait 2 480 $ et fut remplacé en 1993 par le PowerBook 165.